# ジェームス

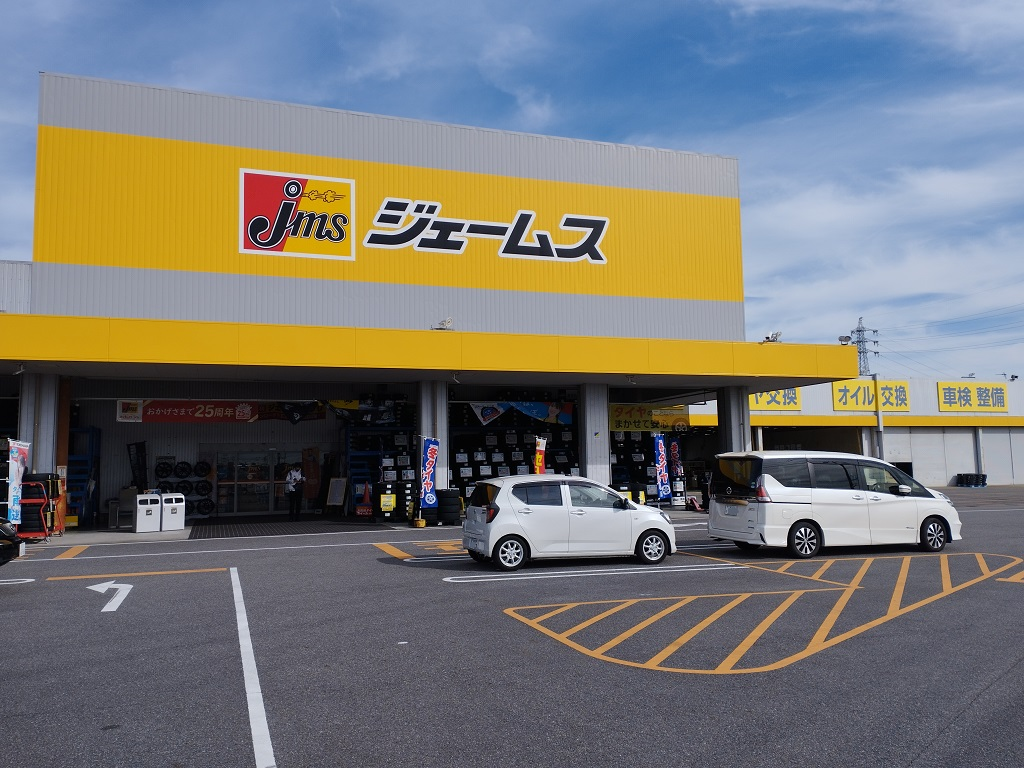
ジェームス店舗

ジェームス（jms）は、トヨタモビリティパーツ（旧・タクティー）が運営するカー用品量販店。jmsの名前は「Joyful Motorist Shop」の頭文字からの抜粋。

## 全国展開
1996年（平成8年）に第1号店となる「グリーンロード店」を愛知県愛知郡長久手町（現在の長久手市）に開設し、以降直営店・フランチャイズ店を全国展開している。
テーマは「Open! Your Car Story. みんなのガレージ」「クルマが愛車に変わる場所」。

## 概要
トヨタグループの会社であるがトヨタの名前を前面に出さず、他メーカー部品の販売、車両メンテナンスの受け入れも積極的に行う。輸入車においてはBOSCH製の外部診断機なども配備し、多頻度メンテナンス部品の在庫も保有している。
部品代と工賃をセットとした、ピットメニューの展開を積極的に行っている。これにより車に詳しくない人でも車の適合を調べる必要もなく、また工賃が別途かかる、作業が終わるまで不明瞭な料金といった不安を取り除くことができる（店内商品の取りつけ等は工賃が別途必要）。整備などの水準はトヨタ系ディーラーに準じている。これはもともとジェームスが始めたシステムではあるが、近年同業他社でも同様のシステムが見られる。
店内にはジェームスサロンとよばれる休憩スペースを配置している。大型の液晶テレビ、インターネットができるパソコン、漫画、マッサージチェア等が備え付けられており、さながら漫画喫茶のような空間で整備の待ち時間を過ごすことができる。またキッズコーナーも設けられており、子供を遊ばせておくこともできる。このジェームスサロンからピットの整備風景を見ることができる店舗も多い。店舗によっては、無料の飲料サービスなども展開している。
また店舗での展示品、買い取り品等のアウトレット・中古カー用品専門オンラインショップ『ジェームス　リセールガレージ』を展開している。
モータースポーツ活動として、SUPER GTに参戦している「TOYOTA GAZOO Racing(GR Supra GT500)」6チームや、スーパーフォーミュラに参戦している「INGING MOTORSPORT」をスポンサードしていた。

## 店舗
31都道府県：全96店舗
- 北海道：13店舗
- 東北：17店舗
- 関東：17店舗
- 北陸：4店舗
- 東海：23店舗
- 近畿：6店舗
- 中国・四国：9店舗
- 九州：7店舗